# Urraca (filla de Ferran I de Castella)
Urraca   (Lleó, 1033 (Gregorià) - Lleó, 1101 (Gregorià)) va ser una noble castellana, infanta de Castella. Va ser la filla primogènita de Ferran I de Lleó i de Sança I de Lleó. Juntament amb la seva germana Elvira de Toro va rebre del seu pare la senyoria de tots els monestirs del regne, amb la condició de no casar-se. Quan el seu germà Alfons VI de Lleó, amb qui mantenir una molt bona relació, va heretar el regne, li encomanà el govern de la ciutat de Zamora, que regí amb el títol de reina.
Quan Alfons va ser derrotat pel seu rival Sanç II de Castella, Urraca conspirà en contra seva i va fer-se forta a Zamora. Quan Sanç assetjà la ciutat, va ser assassinat pel cavaller de Zamora Vellido Adolfo, possiblement per inspiració d'Urraca. També es creu que va inspirar el seu germà, ja rei de Lleó i Castella, per empresonar el seu altre germà Garcia I de Galícia i prendre-li el Regne de Galícia.
Posteriorment va corregnar un temps amb Alfons VI i va impulsar la reconstrucció romànica de la basílica de San Isidoro de Lleó. Va retirar-se en un monestir a Lleó, on va morir el 1101.